# Phylloxera capreae
Phylloxera capreae är en insektsart som först beskrevs av Carl Julius Bernhard Börner 1942.  I den svenska databasen Dyntaxa används istället namnet Phylloxerina capreae. Enligt Catalogue of Life ingår Phylloxera capreae i släktet Phylloxera och familjen dvärgbladlöss, men enligt Dyntaxa är tillhörigheten istället släktet Phylloxerina och familjen dvärgbladlöss. Arten är reproducerande i Sverige. Inga underarter finns listade i Catalogue of Life.